# William Howley
William Howley (Ropley, 12 febbraio 1766 – Lambeth Palace, 11 febbraio 1848) è stato un arcivescovo anglicano inglese.

## Biografia
Nato nel 1766, studiò al Winchester College e al New College dell'Università di Oxford. L'essere diventato cappellano della duchessa di Abercorn nel 1792 gli spianò la carriera ecclesiastica: nel 1809 divenne professore di teologia ad Oxford e nel 1813 fu consacrato vescovo di Londra, una posizione che occupò per quindici anni fino all'elevazione ad arcivescovo di Canterbury nel 1828.
Fu primate d'Inghilterra in un periodo di grandi cambiamenti politici e sociali, come il Roman Catholic Relief Act 1829 e il Reform Act 1832, a cui lui si oppose strenuamente. Massone e sostenitore della Chiesa Alta, officiò l'incoronazione di Gugliemo IV nel 1831 e, sei anni più tardi, insieme a Francis Conyngham, comunciò personalmente a Vittoria che sarebbe diventata regina. Incoronò lui stesso la nuova sovrana il 28 giugno 1838.
Grande appassionato di architettura, fece ristrutturare diversi edifici storici, tra cui Fulham Palace e Lambeth Palace in stile neogotico. Sposato con Mary Frances Belli dal 1805, ebbe cinque figli. Morì a Lambeth Palace nel 1848.